# Smith Thompson
Pour les articles homonymes, voir Thompson.
Smith Thompson, né le 17 janvier 1768, est un homme d'État américain. Secrétaire à la Marine entre 1819 et 1823 sous la présidence de James Monroe, il est ensuite juge assesseur de la Cour suprême des États-Unis jusqu'à sa mort le 18 décembre 1843.

## Source
- (en) Cet article est partiellement ou en totalité issu de l’article de Wikipédia en anglais intitulé « Smith Thompson » (voir la liste des auteurs).